# Joseph Hasenfus
Joseph Louis Hasenfus (* 29. Mai 1913 in Needham; † 20. August 1999 in Augusta) war ein US-amerikanischer Kanute.
Er nahm bei den Olympischen Sommerspielen 1936 in Berlin an den Wettkämpfen im Einer-Canadier über 1000 Meter und mit seinem Bruder Walter im Zweier-Canadier über 10.000 Meter teil. Während er im Einer-Canadier mit Platz 5 immerhin auf dem vorletzten Rang landete, konnte das Brüder-Paar im Zweier-Canadier kein anderes Boot hinter sich lassen.
Hasenfus studierte an der Boston University.
Auch die Schwester der Hasenfus-Brüder, Olive Hasenfus war eine erfolgreiche Sportlerin, die zweimal als Ersatz-Läuferin für Olympische Sommerspiele qualifiziert war, jedoch nicht eingesetzt wurde.
Sein Neffe, Richie Hasenfus war ein erfolgreicher College-Hockey-Spieler und professioneller Golfer.